# I'm So Tired...
I'm So Tired... è un singolo del cantante statunitense Lauv e del cantante australiano Troye Sivan, pubblicato il 24 gennaio 2019 come primo estratto dal primo album in studio di Lauv How I'm Feeling.

## Tracce
Testi e musiche di Ari Leff, Michael Pollack, Troye Sivan Mellet e Brett McLaughlin.
1. I'm So Tired... – 2:42

## Classifiche

### Classifiche settimanali
| Classifica (2019) | Posizione massima |
| ----------------- | ----------------- |
| Australia         | 11                |
| Austria           | 22                |
| Belgio (Fiandre)  | 37                |
| Belgio (Vallonia) | 45                |
| Canada            | 57                |
| Corea del Sud     | 115               |
| Danimarca         | 40                |
| Estonia           | 2                 |
| Germania          | 42                |
| Grecia            | 18                |
| Irlanda           | 4                 |
| Lettonia          | 7                 |
| Lituania          | 7                 |
| Malaysia          | 3                 |
| Norvegia          | 21                |
| Nuova Zelanda     | 9                 |
| Paesi Bassi       | 63                |
| Regno Unito       | 8                 |
| Repubblica Ceca   | 19                |
| Romania           | 33                |
| Singapore         | 3                 |
| Slovacchia        | 10                |
| Slovenia          | 47                |
| Stati Uniti       | 81                |
| Svezia            | 37                |
| Svizzera          | 40                |
| Ungheria          | 17                |

### Classifiche di fine anno
| Classifica (2019) | Posizione |
| ----------------- | --------- |
| Australia         | 42        |
| Austria           | 71        |
| Corea del Sud     | 182       |
| Irlanda           | 44        |
| Lettonia          | 35        |
| Nuova Zelanda     | 36        |
| Regno Unito       | 72        |
| Singapore         | 9         |
| Svizzera          | 100       |
| Ungheria          | 68        |